# Diplothorax ishihamai
Diplothorax ishihamai là một loài bọ cánh cứng trong họ Cerambycidae.